# Drepanosiphoniella aceris
Drepanosiphoniella aceris är en insektsart. Drepanosiphoniella aceris ingår i släktet Drepanosiphoniella och familjen långrörsbladlöss.

## Underarter
Arten delas in i följande underarter:
- D. a. aceris
- D. a. caucasica
- D. a. fugans